# With Every Heartbeat (Robyn)
With Every Heartbeat is een nummer van de Zweedse zangeres Robyn en de Zweedse producer Kleerup uit 2007. Het is de derde single van Robyns titelloze vierde studioalbum en de eerste single van Kleerups titelloze debuutalbum.
Het nummer werd een hit in heel Europa. In Zweden, het thuisland van Robyn en Kleerup, haalde het een bescheiden 23e positie. In het Nederlandse taalgebied werd "With Every Heartbeat" een top 10-hit. 
In Nederland was de plaat in week 36 van 2007 Megahit op 3FM en werd zodoende een grote hit. De plaat bereikte de 7e positie in zowel de Nederlandse Top 40 als de Mega Top 50. In België bereikte de plaat de 8e positie in de Ultratop 50. In de Vlaamse Radio 2 Top 30 behaalde de plaat geen notering.